# Потоци (Дрвар)
Потоци је насељено место у општини Дрвар која административно припада Кантону 10, Федерација БиХ, Босна и Херцеговина. Потоци је подељено међуентитетском линијом између општине Источни Дрвар и општине Дрвар. Према попису становништва из 2013. у насељу није било становника.

## Становништво
У насељу је према попису становништва из 1991. године живело 27 становника, а насеље је било већински настањено Србима. Према попису из 2013. године насеље је без становника.
| Националност | 2013. | 1991.      | 1981.      | 1971.       |
| Срби         | —     | 26 (96,3%) | 50 (83,3%) | 566 (94,3%) |
| Муслимани    | —     | 1 (3,7%)   | 2 (3,3%)   | 29 (4,8%)   |
| Југословени  | —     | —          | 8 (13,3%)  | —           |
| Хрвати       | —     | —          | —          | 2 (0,3%)    |
| остали       | —     | —          | —          | 3 (0,5%)    |
| Укупно       | 0     | 27         | 60         | 600         |